# Дедицкий, Богдан Андреевич
Богда́н Андре́евич Деди́цкий (27 января 1827 — 19 января 1909) — первый профессиональный галицко-русский журналист, писатель и поэт.

## Биография
Родился в местечке Угневе Рава-Русского уезда в семье сельского униатского священника; при рождении получил имя Феодосий (Теодозий), а его брат-близнец — Людвик. Учился он в гимназиях во Львове и Перемышле, затем в Венском университете, где изучал славянскую филологию под руководством слависта Ф. Миклошича. В 1848 году попытался передать стихами «Слово о полку Игореве». Во время венгерского похода русских войск 1849 года Богдан Дедицкий познакомился с русским полковым священником. Под влиянием этого события Богдан Дедицкий стал сторонником идей единства русского народа и написал брошюру «В один час научиться малорусину по-великорусски» (Львов, 1866).
В 1849 году Б. Дедицкий выступил также с лирическими. В 1853 году появилась его повесть «Конюший», написанная под влиянием поэзии Пушкина, Лермонтова и Шевченко, а также сборник «Песни русского кобзаря», в которых он заявил о себе, как о народном певце.
Известность Б. Дедицкому принесла поэма в трех песнях «Буй-тур Всеволод, князь Курский» (1860). Несмотря на свою популярность, романтическая поэма Б. Дедицкого была далека от исторической действительности и носила явные следы подражания Пушкину и Байрону.
После прочтения «Энеиды» И. П. Котляревского и повестей Г. П. Квитки-Основьяненко, Дедицкий загорелся мыслью о создании украинской общенародной демократической литературы. Однако потом, по мере знакомства с произведениями Пушкина, Лермонтова и особенно Гоголя, пришёл к убеждению о необходимости языково-культурного сближения с Россией и создании такого литературного языка, который был бы понятен и русинам Австро-Венгрии, и русским, сделавшись их общим достоянием.
Помимо стихов, Дедицкий писал рассказы и повести, исторические исследования, статьи на различные темы (в частности, в газете «Галичо-русский вестник»), а также воспоминания. В 1858 году он написал исследование «Народная история Руси». Большое значение имела статья Дедицкого «О неудобстве латинской азбуки в письменности русской» (1859), в которой он выступил против попытки австрийских властей навязать населению Галиции латинский шрифт вместо кириллицы. Повесть «Отец Игнатий» была написана о галицкой интеллигенции того времени.
При поддержке мецената Михаила Качковского в 1861 году Богдан Дедицкий начал издавать газету «Слово». В том же году он издал альманах «Галицкая зоря — альбом», в котором приняли участие галицко-русские литераторы того времени. В следующем году, 1862-м, Б. Дедицкий и Я. Ф. Головацкий стали редакторами и издателями во Львове первых двух выпусков русофильского литературного сборника Галичанинъ.
Незадолго до смерти он издал свои личные записки и воспоминания под заглавием «Своежитьевые записки» (1908), в которых писал, что в своем творчестве стремился подражать народной поэзии (русским былинам, казацким думам, галицким коломыйкам) и учился у таких писателей и поэтов, как Державин, Пушкин, Лермонтов, Гоголь, Крылов, Шевченко, Котляревский, Хомяков, Квитка-Основьяненко.
Похоронен на львовском Лычаковском кладбище в Братской могиле русских журналистов.